# ماريودا سوتومايور
ماريودا سوتومايور (بالبرتغالية: Marilda A. Oliveira Sotomayor، ولدت في 13 مارس 1944) عالمة رياضيات واقتصادية برازيلية معروفة بأبحاثها حول نظرية المزاد والمطابقة المستقرة. وهي عضو في الأكاديمية البرازيلية للعلوم، والجمعية البرازيلية للاقتصاد القياسي، والجمعية البرازيلية للرياضيات. تم انتخابها كزميلة في جمعية الاقتصاد القياسي في عام 2003، وعضو فخري دولي في الأكاديمية الأمريكية للفنون والعلوم في عام 2020.